# みよし市立三好丘中学校
みよし市立三好丘中学校（みよししりつ みよしがおかちゅうがっこう）は、愛知県みよし市にある公立中学校。三好町（当時）北部の人口増加に伴い、4番目に開校した中学校である。

## 沿革
- 2006年（平成19年） - 三好町立北中学校と分離し、三好町立三好丘中学校として開校。
- 2010年（平成22年） - 三好町の市制施行により、みよし市立三好丘中学校となる。

## 通学区域
以下の小学校区。
- みよし市立三好丘小学校
- みよし市立黒笹小学校

## 周辺
- 名鉄豊田線 三好ヶ丘駅
- 東海学園大学
- みよし市立三好丘小学校
- 国道155号
- 愛知県道54号豊田知立線